# Хоџ (Луизијана)
Хоџ (енгл. Hodge) град је у америчкој савезној држави Луизијана.

## Демографија
По попису из 2010. године број становника је 470, што је 22 (-4,5%) становника мање него 2000. године.
| Група             | 2000.       | 2010.       |
| Белци             | 378 (76,8%) | 302 (64,3%) |
| Афроамериканци    | 109 (22,2%) | 148 (31,5%) |
| Азијати           | 1 (0,2%)    | 2 (0,4%)    |
| Хиспаноамериканци | 0 (0,0%)    | 13 (2,8%)   |
| Укупно            | 492         | 470         |